# Trichomanes glandulosum
Trichomanes glandulosum là một loài dương xỉ trong họ Hymenophyllaceae. Loài này được Bubani mô tả khoa học đầu tiên năm 1901.
Danh pháp khoa học của loài này chưa được làm sáng tỏ. 